# Erica loganii
Erica loganii là một loài thực vật có hoa trong họ Thạch nam. Loài này được Compton mô tả khoa học đầu tiên năm 1931.